# Arubolana parvioculata
Arubolana parvioculata là một loài chân đều trong họ Cirolanidae. Loài này được Notenboom miêu tả khoa học năm 1984. Nó sống ở khu vực bên bờ biển Caribe.